# 吕格
吕格（德語：Rügge）是德国石勒苏益格－荷尔斯泰因州的一个市镇。总面积6.01平方公里，总人口239人，其中男性123人，女性116人（2011年12月31日），人口密度40人/平方公里。